# Amat de Montecassino
Amat de Montecassino (Amatus Casinensis) (Salern, 1010 - Montecassino, 1090) fou un monjo benedictí de l'abadia de Montecassino conegut per les seves cròniques històriques de la seva època.
La seva Història dels normands (de la qual només ha sobreviscut la seva traducció francesa medieval, L'Istoire de li Normant), és una de les tres fonts primàries principals de la conquesta normanda del sud d'Itàlia. Les altres dues són les històries de Guillem de la Pulla i de Gaufred Malaterra. Amat descriu els normands des de la perspectiva de la seva abadia, un dels centres religiosos i culturals més importants d'Itàlia en aquell moment. La seva història és el relat més antic dels setges normands de Bari i Salern, la seva conquesta de Sicília, i de la carrera de Robert Guiscard i Ricard Drengot, així com de les reformes gregorianes vistes des del punt de vista papal.
Res no se sap amb certesa sobre Amat abans que es convertís en monjo. Possiblement d'haver nascut a Salern, Graham Loud suggereix que podria haver exercit com a bisbe de Paestum als anys 1050, abans de l'entrada al monestir. Va escriure sobretot mentre Desideri (més tard el papa Víctor III) governava com a abat. Abans de l'ascens de Desideri, la relació entre Montecassino i els normands de la zona havia estat antagònica. L'elecció de Desideri com a abat, però, va coincidir amb l'annexió de Càpua de Ricard Drengot, després de la qual Dregnot es va convertir en el protector i patró de l'abadia, que va afectar durament els escrits d'Amatat. El seu tractament extremadament negatiu de Gisulf II de Salern al llarg de la seva història pot indicar algunes hostilitats anteriors entre tots dos, i se sap que Gisulf va limitar el privilegi de l'església al voltant de Salern als anys 1050.